# Hans Vanwijn
Hans Vanwijn, né le 15 février 1995 à Heusden-Zolder en Belgique, est un joueur belge de basket-ball. Il évolue au poste d'ailier et d'ailier fort.

## Carrière
Au mois de mai 2020, Hans s'engage avec la JDA Dijon pour la saison 2020-2021 de première division.
En juillet 2021, il rejoint Saragosse pour deux ans, club de première division espagnole (Liga ACB)
Début juillet 2023, après une saison très difficile individuellement avec Nanterre 92, Vanwijn signe et retrouve son ancien coach Laurent Legname au BCM Gravelines-Dunkerque.

## Palmarès et distinctions

### Palmarès

#### En club
- Vainqueur de la Coupe de Belgique 2019 et 2020 avec les Antwerp Giants.

### Distinctions personnelles
- Meilleur jeune du championnat belge en 2016.
- Joueur belge de l'année en 2019 et en 2020.
- 3 fois joueur de la semaine en championnat de Belgique[4],[5].